# 顆粒海花介
顆粒海花介（学名：Pontocythere granulata）为荊花介科海花介屬下的一个种。